# Märkisches Zentrum
Das Märkische Zentrum ist ein Einkaufszentrum am Wilhelmsruher Damm Ecke Senftenberger Ring im Berliner Ortsteil Märkisches Viertel des Bezirks Reinickendorf.

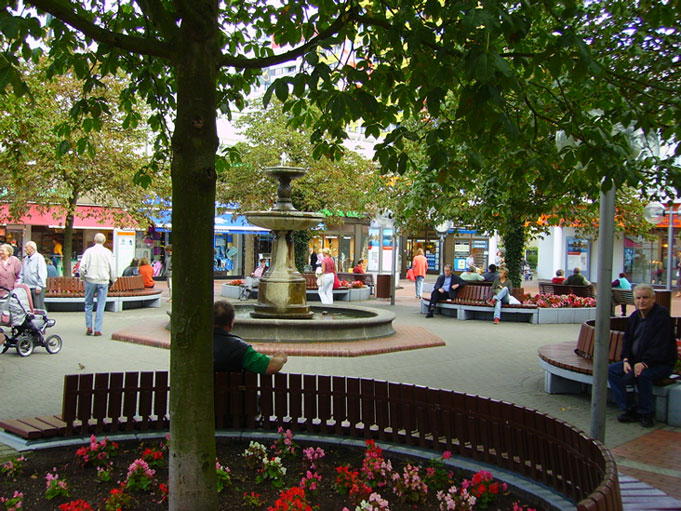
Der „Brunnenplatz“ im Märkischen Zentrum

Das Märkische Zentrum entstand im Zusammenhang mit dem Bau des umliegenden Neubaugebietes und wurde in den 1960er Jahren eröffnet. Mit einer Fläche von rund 50.000 m² ist es das größte Einkaufszentrum im Norden Berlins (Bezirke Reinickendorf und Pankow). In den Komplex sind mehr als 120 Einzelhandelsgeschäfte und rund 30 Arztpraxen integriert.
In den Jahren 2001/2002 wurden umfangreiche Umbaumaßnahmen durchgeführt.
Ende der 2010er Jahre entstanden Pläne für eine Modernisierung des Shopping-Centers. Das Ziel war eine komplette Neugestaltung des in die Jahre gekommenen Einkaufszentrums. Nach Aussage des Hauptinvestors, Cheyne Capital Deutschland GmbH, sollte das Bauvorhaben mit einem Investitionsvolumen von rund 200 Millionen Euro dem Viertel ein neues, attraktives Gesicht geben und anschließend in das „Märkische Quartier“ umbenannt werden. Ein Ärzte- und Gesundheitszentrum, eine Kita, Büroflächen, Freizeitangebote, Gastronomie, Parkplätze und Logistikflächen sollten im Zuge des Projekts geschaffen werden. Auch Erholungsflächen mit 5.000 Quadratmeter und Dachgärten waren in Planung. Die Umbauarbeiten sollten im Jahr 2023 abgeschlossen sein.
Dazu begannen Anfang 2020 die ersten Bauarbeiten, bei dem im Zuge 2021 ein leerstehendes Wohnhochhaus und die gegenüber liegende Tiefgarage abgerissen wurden. Nach Ende der Abrissarbeiten wurden alle weiteren Baumaßnahmen eingestellt. Bis heute (April 2025) gab es keine weiteren Aktivitäten bezüglich der geplanten Umbaumaßnahmen des Einkaufszentrums. Hinterlassen wurde eine große Baugrube und leerstehende Geschäfte. Zwischen dem Investor und Bezirksamt laufen derzeit weiter Planungen für eine angepasste Modernisierung des Zentrums und der Fortführung der baulichen Maßnahmen.